# Loser (canción)
«Loser» —en español: «Perdedor»— es una canción del músico estadounidense Beck. Fue escrita por Beck y el productor Carl Stephenson, que también la produjeron junto a Tom Rothrock. "Loser" fue inicialmente publicada como el segundo sencillo oficial de Beck por el sello discográfico independiente Bong Load Custom Records, en formato de vinilo de 12' pulgadas con el catálogo número BL5, el 8 de marzo de 1993. La canción sirvió para que Beck se diera a conocer mundialmente, haciéndose muy popular entre los jóvenes de los noventa y es muchas veces referida por la crítica como la canción que representa a la generación de jóvenes perdedores.
Cuando fue lanzado por primera vez de forma independiente, "Loser", comenzó a recibir mucha difusión en las emisoras de radio de rock moderno, y la popularidad de la canción llevó finalmente a conseguir un contrato con la discográfica Geffen Records. Después de su reedición en la DGC,  alcanzó el puesto #10 en el Billboard Hot 100 de los Estados Unidos en abril de 1994, convirtiéndose en el primer sencillo de Beck en tener un éxito importante. La canción fue posteriormente incluida en su tercer álbum de estudio Mellow Gold, de 1994.

## Concepción y grabación
Beck era un músico sin hogar en la escena folk de la ciudad de Nueva York. Regresó a su ciudad natal en Los Ángeles a principios de 1991, debido a sus luchas financieras. Según el biógrafo Julian Palacios como no teniendo "ninguna oportunidad", Beck trabajó en empleos de bajos salarios para sobrevivir, pero todavía encontrando tiempo para realizar sus canciones en los clubes y cafés locales. Con el fin de mantener al público indiferente a su música, Beck tocaba de forma espontánea, bromeando. Tom Rothrock, copropietario del sello discográfico independiente Bong Load, expresó su interés por la música de Beck y le presentó a Carl Stephenson, un productor de Rap-A-Lot Records.
"Loser" fue escrita y grabada por Beck, durante una visita a Stephenson. una vez dijo: "No creo que hubiera podido ir y hacer 'Loser' de un tirón en seis horas sin haber preparado algo. Fue accidental, pero era algo que había estado gestando desde hace mucho tiempo". Beck tocó algunas de sus canciones para Stephenson; Stephenson disfrutó de las canciones, pero no se impresionó por escuchar a Beck rapeando. Stephenson grabó una parte breve de guitarra en una de las canciones de Beck. Stephenson luego agregó su propia interpretación de sitar. En ese momento, Beck comenzó a improvisar y escribir letras para la grabación. Para la voz de la canción, Beck intentó emular el estilo rapero de Chuck D de Public Enemy. Según Beck, la línea que se convirtió en el coro de la canción se originó debido a que "Cuando Stephenson reproducía la canción, pensé, "Hombre, yo soy el peor rapero del mundo, yo soy solo un perdedor." De modo que comencé a cantar "yo soy un perdedor nena, así que, ¿Por qué no me matas?" ("I'm a loser baby, so why don't you kill me?"). Según Rothrock, la canción fue en gran medida terminada en seis horas y media, con dos pequeñas tomas varios meses más tarde.

### Composición y letras
A pesar de ser sobre todo considerada como una canción de rock alternativo, "Loser" está influenciada por el blues, hip hop, y folk. Beck reconoció el impacto del folk en la canción, también percibiendo similitudes entre delta blues y hip-hop, que ayudó a inspirar la canción. "Loser" gira en torno a varios elementos musicales que se repiten: un riff slide de guitarra, el sitar de Stephenson, el bassline y un trémolo en la parte de guitarra. La pista de batería es un sample de la versión realizada por el músico Johnny Jenkins de la canción de Dr. John "I Walk on Gilded Splinters", del álbum de 1970 Ton Ton Macoute!. Durante la canción, hay un sample de una línea del diálogo de la película de Steve Hanft dirigida en 1994 Kill the Moonlight, que dice "soy un conductor /soy un ganador/las cosas van a cambiar, lo puedo sentir" ("I’m a driver/I’m a winner/Things are gonna change, I can feel it"). Hanft y Beck fueron amigos, y Hanft pasaría a dirigir algunos videoclips para Beck, incluyendo el vídeo de "Loser".
Conocida como un 'rap stoner' por Stephen Thomas Erlewine de Allmusic, las letras de la canción son, en su mayoría, sin sentido. El coro de la canción, donde Beck canta las líneas "Soy un perdedor/I'm a loser baby, so why don't you kill me?", a menudo se interpreta como una parodia de la cultura "slacker" (en español: "vaga") de la Generación X. Sin embargo, Beck ha negado la validez de este significado, en cambio, dijo que el coro es simplemente por su falta de habilidad como rapero. Después de la grabación, Beck pensó que la canción era interesante pero poco impresionante. Más tarde dijo, "Los raps y la voz fueron hechas en una sola toma. Si hubiera sabido el impacto que iba a tener, le habría puesto algo un poco más sustancial". La relación entre Beck y Stephenson comenzó a deteriorarse después del lanzamiento de "Loser" como sencillo. Stephenson lamenta su participación en la creación de la canción, en particular las letras 'negativas', diciendo: "Me siento mal por él. No por Beck como persona, sino por sus palabras. Sólo lamento que no hubiera tenido una influencia más positiva".

### Lanzamiento y recepción
Originalmente se lanzaron 500 copias de este sencillo en formato EP a través de la discográfica Bong Load Custom Records. Beck opinó que "Loser" es mediocre y sólo accedió a su publicación ante la insistencia de Rothrock. "Loser" obtuvo inesperadamente mucha difusión en las radios, empezando en Los Ángeles, donde la estación de radio KXLU fue la primera en emitirla, seguida por la estación de rock moderno KROQ-FM. La canción luego se extendió a Seattle a través de KNDD, y KROQ-FM comenzó a emitirla a cada hora. Cuando las estaciones en Nueva York solicitaban copias de "Loser", en Bong Load ya se habían agotado. Enseguida Beck recibe ofertas para firmar con los principales sellos discográficos. Convencido de que la canción es un éxito potencial, Tom Rothrock dio un prensado en vinilo del sencillo a su amigo Tony Berg, que trabajaba en el Departamento de A&R de Geffen Records. Berg dijo, "Acaba de perder mi mente cuando escuché la canción. Salí de mi oficina, y te juro, en el momento en que llegué a casa, había dejado un mensaje pidiendo que me lo presentaran [a Beck]". Beck, a pesar de las grandes ofertas de otras discográficas, firmó con el sello secundario de Geffen DGC Records. Explicó, "Yo no iba a hacer nada durante mucho tiempo, pero Bong Load no tenía los medios para hacer tantas copias como la gente quería. En Geffen participaron y quisieron hacerlo en un lugar más organizado, con un mayor presupuesto y una mejor distribución".
En enero de 1994, DGC había reeditado "Loser" en CD y casete, y Geffen comenzó a promover fuertemente el sencillo. Bong Load, después de haber retenido los derechos para lanzar canciones de Beck en vinilo debido a la naturaleza del contrato de Beck con DGC, reeditó el sencillo de 12' pulgadas en cantidades más grandes que antes. "Loser" ascendió rápidamente los charts en los Estados Unidos, alcanzando un pico en el puesto número diez del Billboard Hot 100 singles chart y encabezando la tabla de Modern Rock Tracks. La canción también trepó en los charts de Reino Unido, Australia, Nueva Zelanda y en toda Europa. El éxito de "Loser" en todo el mundo lanzó a Beck a la fama, y los medios lo denominaron como el centro del nuevo movimiento llamado "slacker" ("Vago"). Beck refutó esta caracterización de sí mismo, diciendo: "Slacker mi culo. Nunca he sido vago. Yo trabajaba por 4$ la hora tratando de mantenerme con vida. Esas cosas slacker es para personas que tienen tiempo de estar deprimidas por todo".
El sencillo alcanzó el primer lugar en Village Voice Pazz & Jop debido a la encuesta de los críticos en 1994. En 2004, esta canción fue clasificada en el puesto número 203 en la lista "The 500 Greatest Songs of All Time" de la revista Rolling Stone. En septiembre de 2010 Pitchfork Media incluyó la canción en el número 9 de su lista "Top 200 Tracks of the 90s". En su guía del consumidor, Robert Christgau dio al sencillo en CD una mención de honor de una estrella, seleccionó dos canciones, "Fume" y "Alcohol" y lo declaró como "El mayor éxito de Beck".

## Video musical
El video experimental de "Loser" fue dirigido por el amigo de Beck, Steve Hanft. Hanft había trabajado durante una semana en guiones gráficos para el video, luego convocó a una reunión con Bong Load y solicitó un presupuesto de $300. La filmación del vídeo fue hecha en el Condado de Humboldt, California, incluyendo en su casa y el patio trasero de Rothrock. El video es un mashup de varios vídeos caseros y experimentos de color psicodélico. Beck insistió en que ellos 'jodían' cuando ellos hicieron el vídeo. Hanft, inspirado en las películas surrealistas de los años 20, había incluido material de archivo de animación stop-motion de un ataúd en movimiento en el vídeo. Se utilizaron dos ataúdes, uno que era prestado de una escuela de teatro local y el otro que había sido construido por Beck y Hanft.
En el año 1994, "Loser" ocupó el sexto lugar en la categoría de videos musicales de la revista estadounidense Village Voice Pazz.

## Versiones de otros artistas
- "Weird Al" Yankovic versionó la canción como la apertura de su medley polka "The Alternative Polka", de su álbum Bad Hair Day.
- En 2010, la canción fue interpretada por Puck (Mark Salling), Finn (Cory Monteith), Terri (Jessalyn Gilsig), Sandy Ryerson (Stephen Tobolowsky), y Howard Bamboo (Kent Avenido) en el episodio "Funk", de la serie estadounidense Glee.
- Asian Kung-Fu Generation versionó la canción en su álbum en vivo The Recording at NHK CR-509 Studio, lanzado el 11/09/2013 por Sony Music. Curiosamente, la canción fue traducida al japonés argot-pesado, conservando el estilo lingüístico poco convencional de la original. El coro no sufrió cambios.
- El grupo de rock colombiano, Consulado Popular, hace un cover con acordeón, megáfono, distorsiones y letras nuevas.[14]
- El artista sueco Markoolio utiliza la muestra del coro de "Loser" para su canción "Åka pendeltåg", incluida en su álbum Sticker hårt.

## Lista de canciones
Todas las canciones escritas y compuestas por Beck Hansen, excepto donde se indica. 

| N.º   | Título                       | Duración |  |
| 1.    | «Loser»                      | 3:55     |  |
| 2.    | «Corvette Bummer»            | 4:57     |  |
| 3.    | «Alcohol»                    | 3:51     |  |
| 4.    | «Soul Suckin' Jerk» (Reject) | 6:09     |  |
| 5.    | «Fume»                       | 4:30     |  |
| 23:25 |                              |          |  |

| Bong Load 12" (BL5) 1. «Loser» (Beck, Carl Stephenson) – 3:58 2. «Steal My Body Home» – 5:18 US CD (DGCDM-21930) 1. «Loser» (Beck, Carl Stephenson) – 3:58 2. «Corvette Bummer» – 4:57 3. «Alcohol» – 3:51 4. «Soul Suckin Jerk» (Reject) – 6:10 5. «Fume» – 4:29 US 7" (DGCS 7-19270) y US cassette (DGCS-12270) 1. «Loser» (Beck, Carl Stephenson) – 3:58 2. «Alcohol» – 3:51 | UK 7" (GFS 67) y UK cassette (GFSC 67) 1. «Loser» (Beck, Carl Stephenson) – 3:58 2. «Alcohol» – 3:51 3. «Fume» – 4:29 UK CD (GFSTD 67) y CD Sueco (GED 21891) 1. «Loser» (Beck, Carl Stephenson) – 3:58 2. «Totally Confused» – 3:28 3. «Corvette Bummer» – 4:56 4. MTV Makes Me Want to Smoke Crack (Lounge Version) - 3:29 |

## Posicionamiento en listas y certificaciones
| Lista (1994)                            | Mejor posición |
| --------------------------------------- | -------------- |
| Alemania (Media Control AG)             | 18             |
| Australia (ARIA)                        | 8              |
| Austria (Ö3 Austria Top 40)             | 10             |
| Bélgica (Flandes) (Ultratop 50)         | 18             |
| Canadá (Canadian Singles Chart)         | 7              |
| Estados Unidos (Billboard Hot 100)      | 10             |
| Estados Unidos (Modern Rock Tracks)     | 1              |
| Estados Unidos (Mainstream Rock Tracks) | 39             |
| Francia (SNEP)                          | 20             |
| Irlanda (IRMA)                          | 28             |
| Noruega (VG-lista)                      | 1              |
| Nueva Zelanda (Recorded Music NZ)       | 5              |
| Países Bajos (Dutch Top 40)             | 21             |
| Reino Unido (UK Singles Chart)          | 15             |
| Suecia (Sverigetopplistan)              | 6              |
| Suiza (Schweizer Hitparade)             | 19             |

| País           | Lista (1994)      | Posición |
| -------------- | ----------------- | -------- |
| Estados Unidos | Billboard Hot 100 | 50       |

| País           | Organismo certificador | Certificación | Ref.   |
| -------------- | ---------------------- | ------------- | ------ |
| Estados Unidos | RIAA                   | Disco de Oro  | [ 29 ] |

## Sucesión en listas
| Anterior: «All Apologies» de Nirvana                     | Modern Rock Tracks — Sencillo Nro 1 5 de febrero de 1994 — 11 de marzo de 1994 | Siguiente: «Mmm Mmm Mmm Mmm» de Crash Test Dummies |
| Anterior: «Streets of Philadelphia» de Bruce Springsteen | VG-lista — Sencillo Nro 1 21 de mayo de 1994 — 11 de junio de 1994             | Siguiente: «Mmm Mmm Mmm Mmm» de Crash Test Dummies |